# Nothobomolochus sigani
Nothobomolochus sigani is een eenoogkreeftjessoort uit de familie van de Bomolochidae. De wetenschappelijke naam van de soort is voor het eerst geldig gepubliceerd in 1988 door Hameed & Kumar.